# Renfrewshire
Renfrewshire er en af Skotlands kommuner. Den grænser op mod North Ayrshire, East Renfrewshire, Glasgow, Inverclyde og West Dunbartonshire. Administrationsbyen er Paisley.
Grevskabet Renfrewshire dækker et større område og inkluderer steder som i dag er del af Inverclyde og East Renfrewshire, samt steder der er blevet indlemmet i Glasgow.
Mellem 1975 og 1996 dækkede kommunen et noget større område. Da kommunen Strathclyde blev opløst i 1996, blev Barrhead, Neilston og Uplawmoor dog overført til den nye kommune East Renfrewshire.

## Byer og landsbyer
- Bishopton, Bridge of Weir, Brookfield
- Craigends, Crosslee
- Elderslie, Erskine
- Houston, Howwood
- Inchinnan
- Johnstone
- Kilbarchan
- Linwood, Lochwinnoch
- Paisley
- Ralston, Ranfurly, Renfrew